# Sint Jacobiparochie
Sint Jacobiparochie (Bildts, Fries: Sint Jabik of Sint-Jabik) is een dorp in de gemeente Waadhoeke, in de Nederlandse provincie Friesland. Het dorp ligt in de streek Het Bildt, ten westen van Sint Annaparochie, enkele kilometers van de Waddenzee.  Het dorp is bekend als startplaats van het Jabikspaad, een pelgrimsroute in het noorden van Nederland. 
In 2023 telde het dorp 1.715 inwoners.

## Geografie
Door Sint Jacobiparochie loopt de N393. Van het dorp loopt de Kleine Blikvaart naar de Blikvaart. Van hier loopt de Koude Vaart naar de buurtschap Zwarte Haan. Deze buurtschap de buurtschap Oosthoek liggen in het dorpsgebied van Sint Jacobiparochie. Tot 1991 was het Westhoek een buurtschap van Sint Jacobiparochie. Tussen Sint Jacobiparochie en Minnertsga ligt de streek Mooie Paal.
De Nieuwe Encyclopedie van Fryslân maakt daarnaast melding van de buurtschappen De Hoven (als De Hoeven) en Het Hoekje. De Hoven is een boerderij in het westen aan de Hovensterweg en is mogelijk rond 1700 ontstaan als een hof in een vrij jachtgebied aangemerkt met een hofpaal. Het Hoekje lag in het oosten bij de kruising van de Kouweweg en de Middelweg.

## Geschiedenis
Sint Jacobiparochie ontstond in 1505, toen Het Bildt door arbeiders uit onder meer Zuid-Holland, Zeeland en Friesland werd ingedijkt. De plaats heette aanvankelijk Wijngaarden, naar het Zuid-Hollandse Wijngaarden waar de nieuwe bewoners vandaan kwamen. Het nieuwe Wijngaarden vormde een rooms-katholieke parochie die aan de apostel Jacobus was gewijd. 
Na verloop van tijd werd de naam van de parochie meer en meer gebruikt voor het dorp. Sint Jacobiparochie was tussen 1 januari 1812 en 1 oktober 1816 een zelfstandige gemeente. Daarna behoorde het dorp tot 2018 tot de gemeente het Bildt.

## Jabikspaad

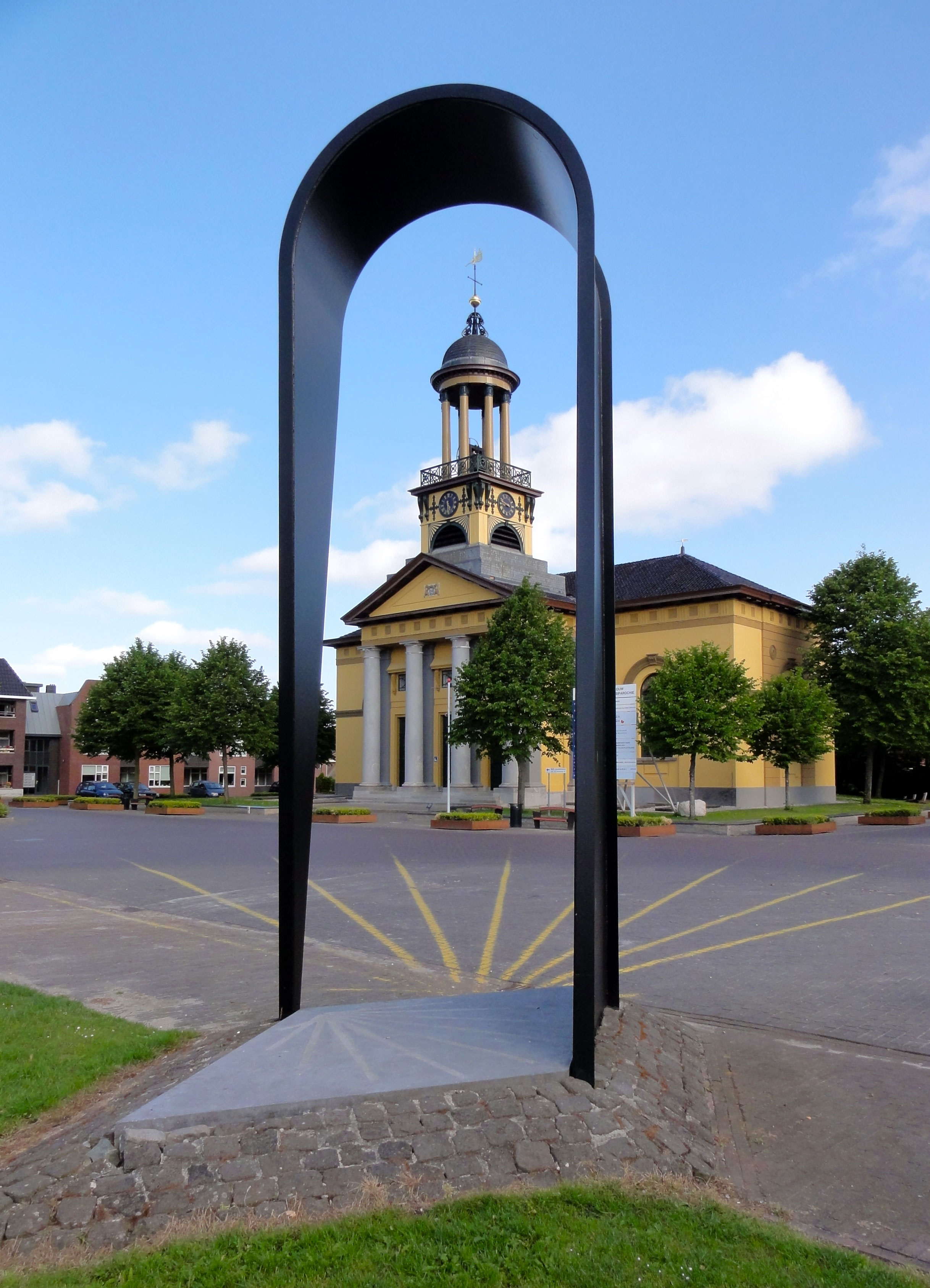
Markering pelgrimsroute

Sint Jacobiparochie is de startplaats van het Jabikspaad, de Friese Camino de Santiago. Het Jabikspaad is 130 kilometer lang en loopt naar Hasselt. Volgens de overlevering droomde Keizer Karel de Grote over een weg van sterren, die van de Friese Zee via Europa naar Santiago de Compostela in Spanje liep. Ooit zou een Friese boeteling van Sint Jacobiparochie naar Spanje zijn gelopen. In 2000 werd het Jabikspaad voorzien van bewegwijzering. In tegenstelling tot de andere Europese Jacobswegen, is het symbool van het Jabikspaad niet de Sint Jacobsschelp, maar de Wulk. In het voorportaal van de Groate Kerk is het pelgriminformatiecentrum, dat iedere 2e en 4e zaterdag van de maand open is van 11.00 tot 15.00 uur.

## Broedertrouw
Op 27 november 1889 wordt de uit landarbeiders bestaande vereniging "Broedertrouw" opgericht in Sint Jacobiparochie. De vereniging stelt zich ten doel lotsverbetering der arbeiders in de eerste plaats. De afdeling Sint Jacobiparochie van Broedertrouw formuleert in het voorjaar van 1890 haar looneis en legt die voor aan de boeren. De boeren weigeren op het voorstel in te gaan met als gevolg dat op 17 mei de landarbeiders het werk neerleggen. De reactie op het succes van Broedertrouw komt spoedig.
In het midden van 1890 vinden 150 boeren in Het Bildt elkaar en verbinden zich tot onderlinge steun bij werkstaking. Het verloop van de staking is rustig, desondanks besluit de regering 100 man infanterie, 25 veldwachters en een aantal marechaussees naar het 'oproerige' gebied te zenden. De landbouwers trachten de staking te breken met behulp van onderkruipers die ze 15 cent per uur betalen met kost en inwoning. Germ van Tuinen en Jan Stap, de stakingsleiders, worden er van beschuldigd onderkruipers met de dood te hebben bedreigd. Beide worden echter vrijgesproken. Hun advocaat was Pieter Jelles Troelstra.

## Franeker landen
De Franeker landen liggen ten noorden van Sint Jacobiparochie, ten westen van de kadal. Deze landen liggen in de gemeente Het Bildt maar zijn geschonken aan de stad Franeker door de hertogen Hendrik V van Saksen en George van Saksen op 26 maart 1501 voor hun dapperheid ten tijde van het beleg van Franeker.

## Sport

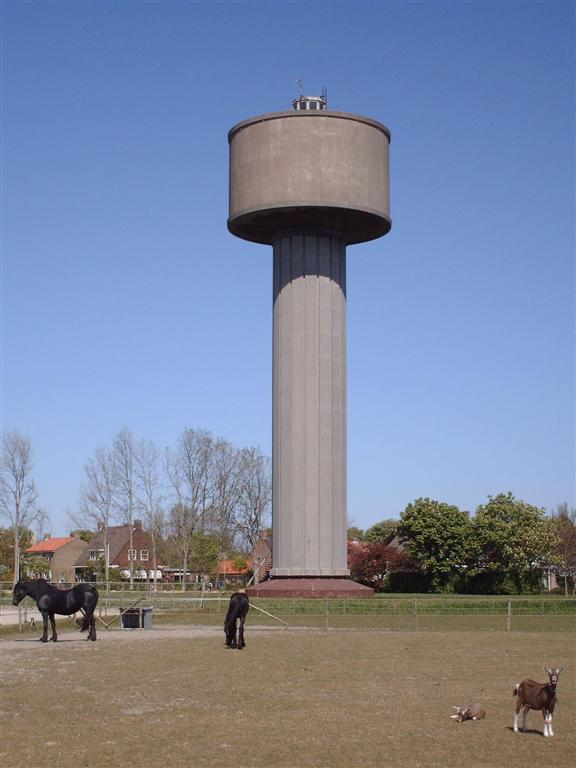
De watertoren

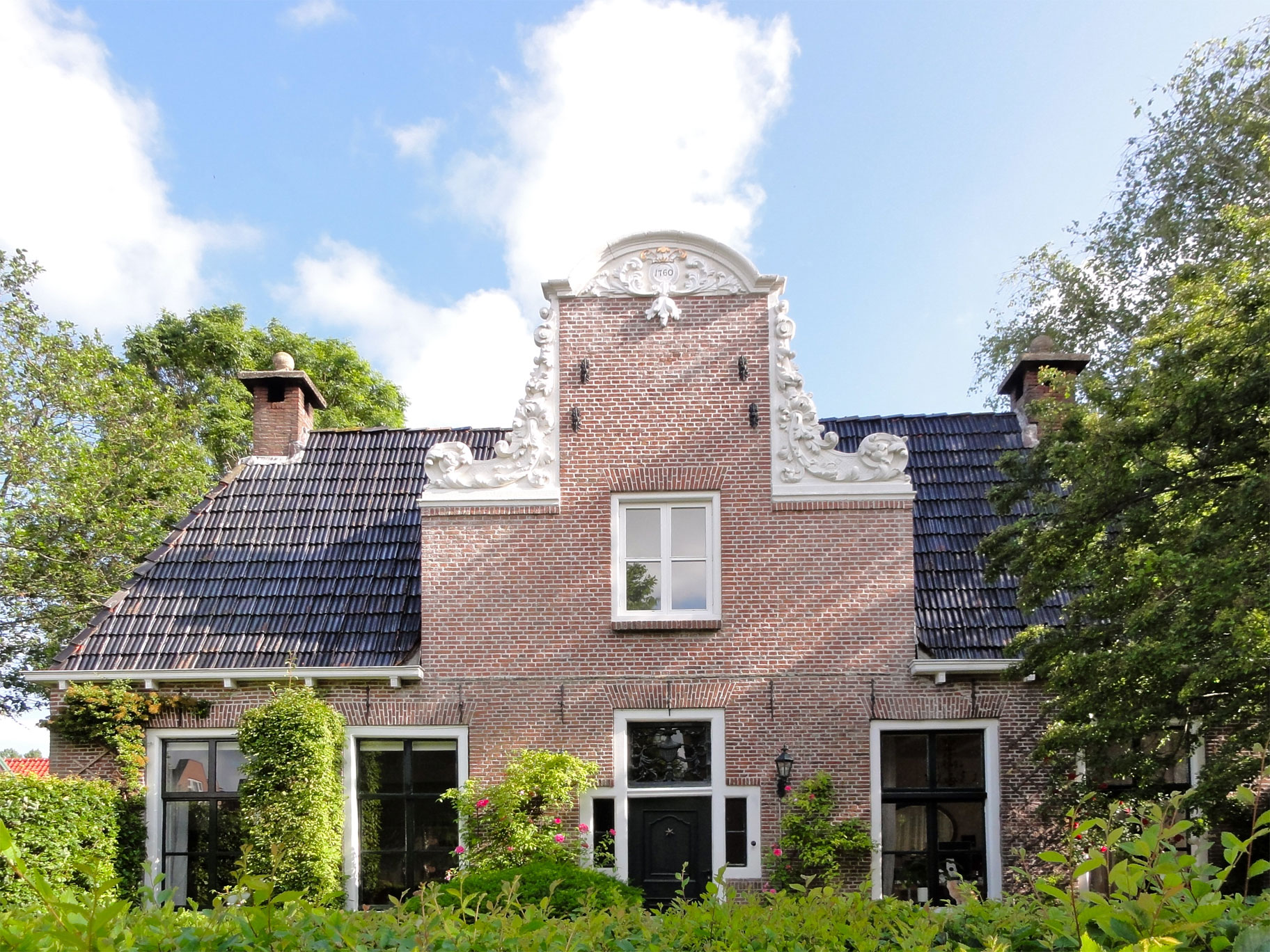
Rijksmonument

De voetbalvereniging Sint Jacob werd 1938 opgericht. Verder beschikt het dorp over een kaatsvereniging, K.V. Het Noorden, een tennisvereniging, TV Sint Jabik en een hardloopvereniging, SV Friesland. Een zeer lokale sport die in Oosthoek wordt beoefend door mensen uit de omgeving is het Kooitjetipelen.

## Cultuur
De toneelvereniging T.O.G. werd in 1952 opgericht. In de kerk van Sint Jacobiparochie zit een cultureel centrum, Kultureel Sintrum De Groate Kerk geheten. Verder kent het dorpssociëteit De Iest en het jeugdhonk 't Groene Hok.
Ieder jaar in de derde week van juni is er kermis, SintJaasMet geheten waar ook andere dingen rondom worden georganiseerd. En in april vindt er Silt Festival plaats. 

## Onderwijs
De basisschool, de Twiner is een fusieschool van de CBS De Koppel en OBS De Opstap.

## Natuur en wandelroute
Door Sint Jacobiparochie loopt de Europese wandelroute E9, ter plaatse ook Noordzeepad of Friese Kustpad geheten. Sinds 2013 zijn de natuurgebieden door Staatsbosbeheer tot één geheel gemaakt onder de naam De Blikken.

## Geboren in Sint Jacobiparochie
- Germ de Jong (1886-1967), kunstenaar
- Douwe Jans Bierma (1891-1950), politicus
- Hotze Sytses Buwalda (1915-1994), historicus en schrijver
- Jan de Vries (1944-2021), motorcoureur
- Titia Lont (1963), politica
- Sito Wijngaarden (1979), dichter

## Fotogalerij

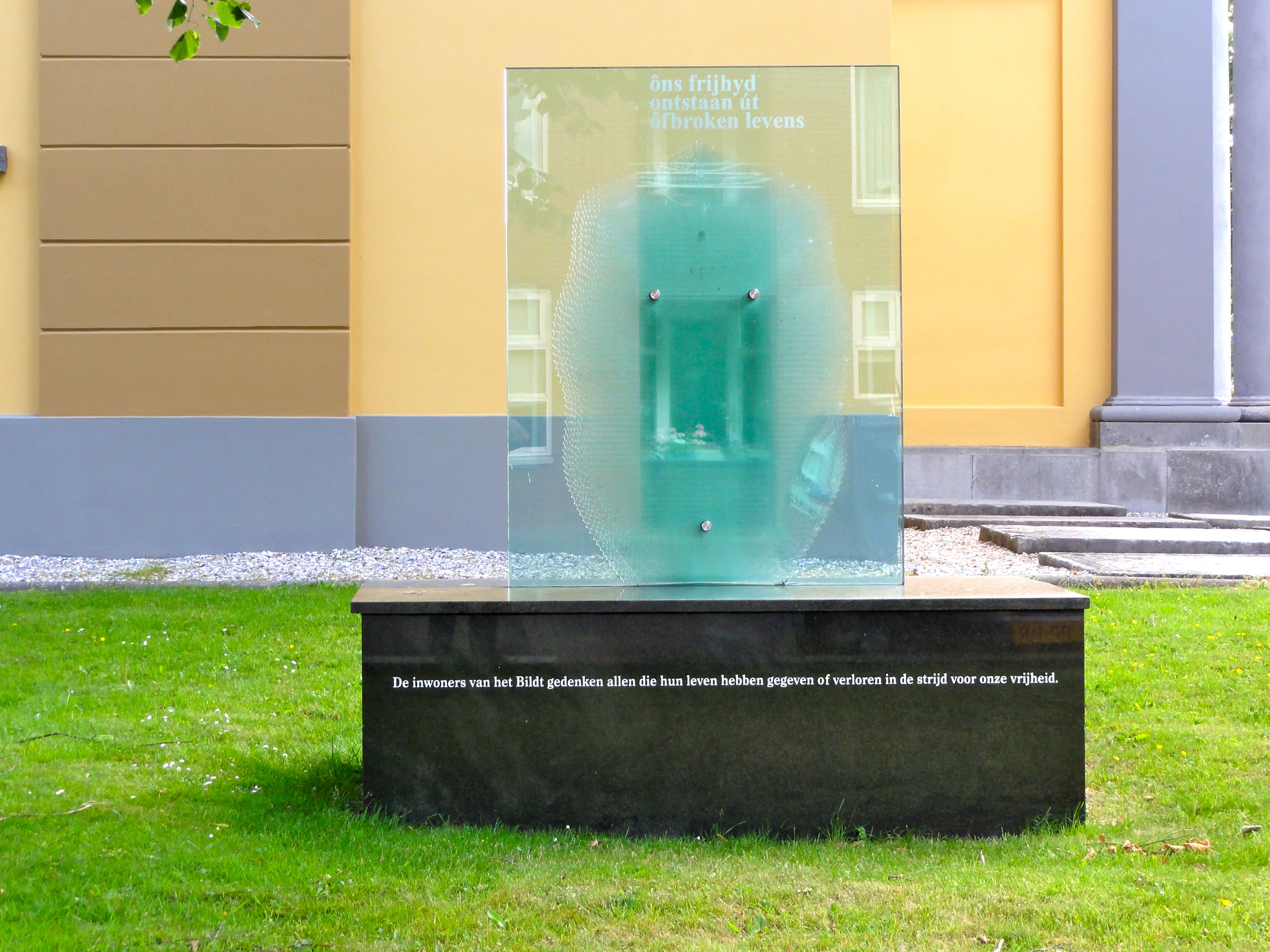
Verzetsmonument
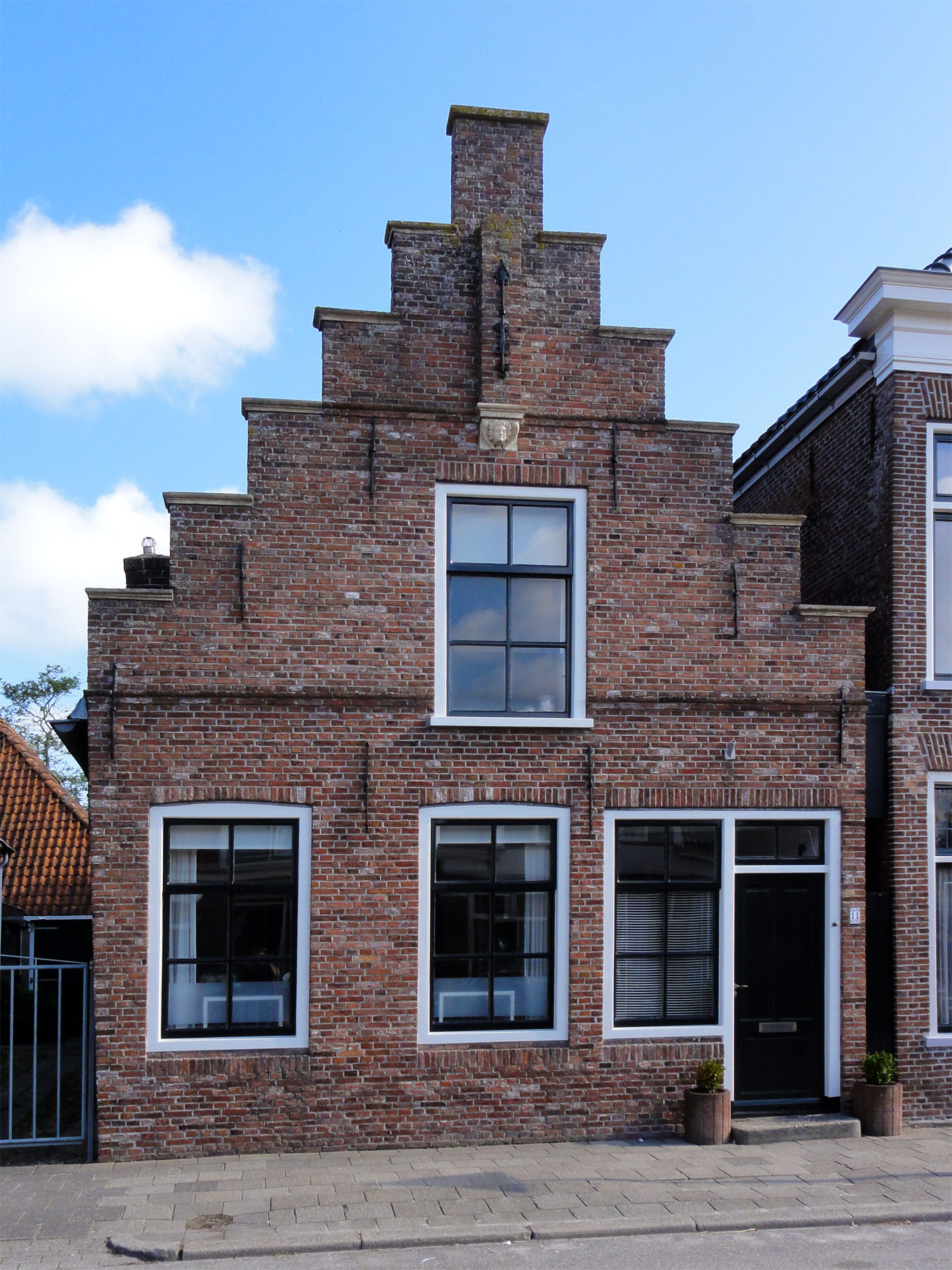
Oosteinde 11
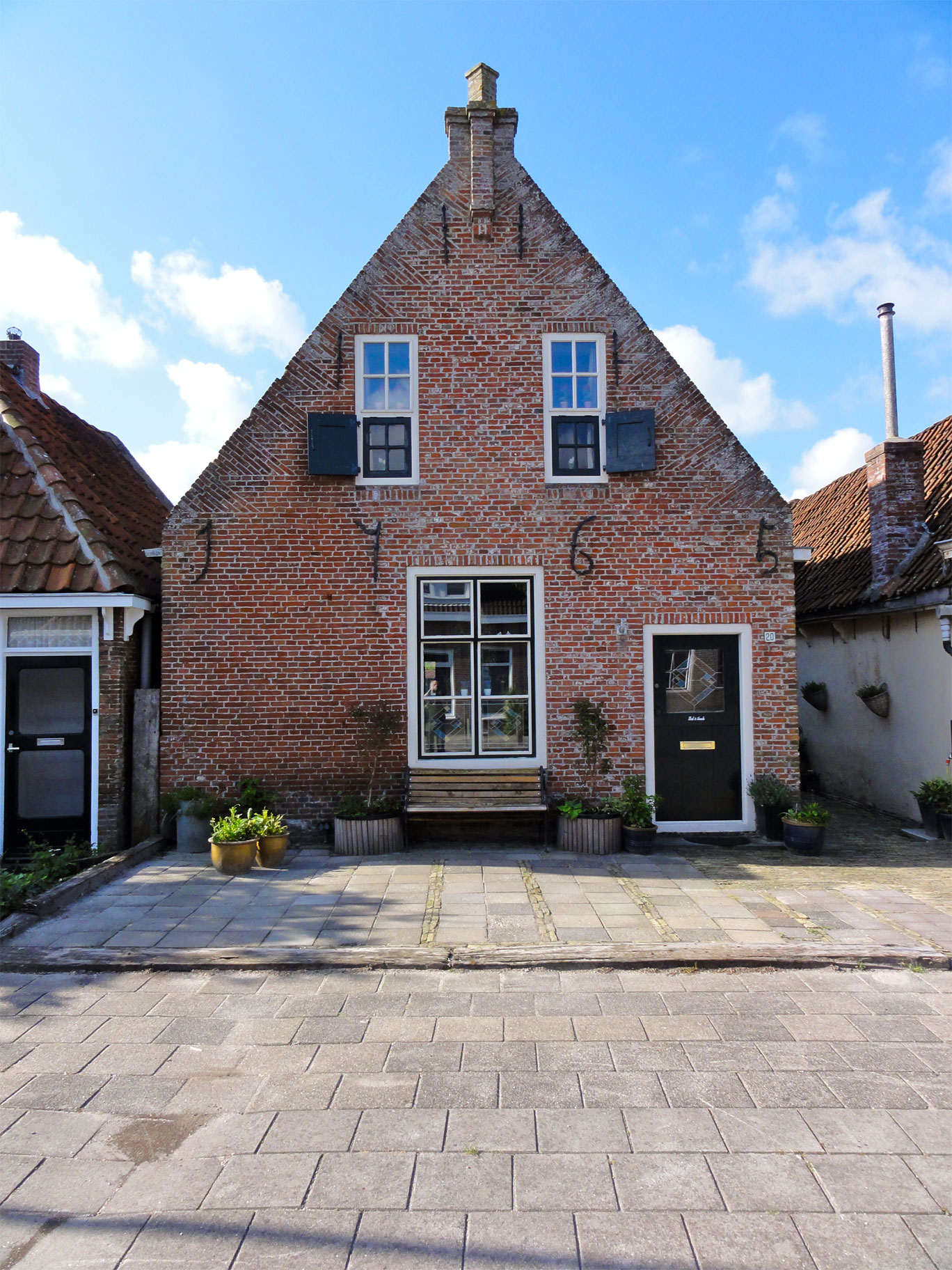
Oosteinde 20 (1765)
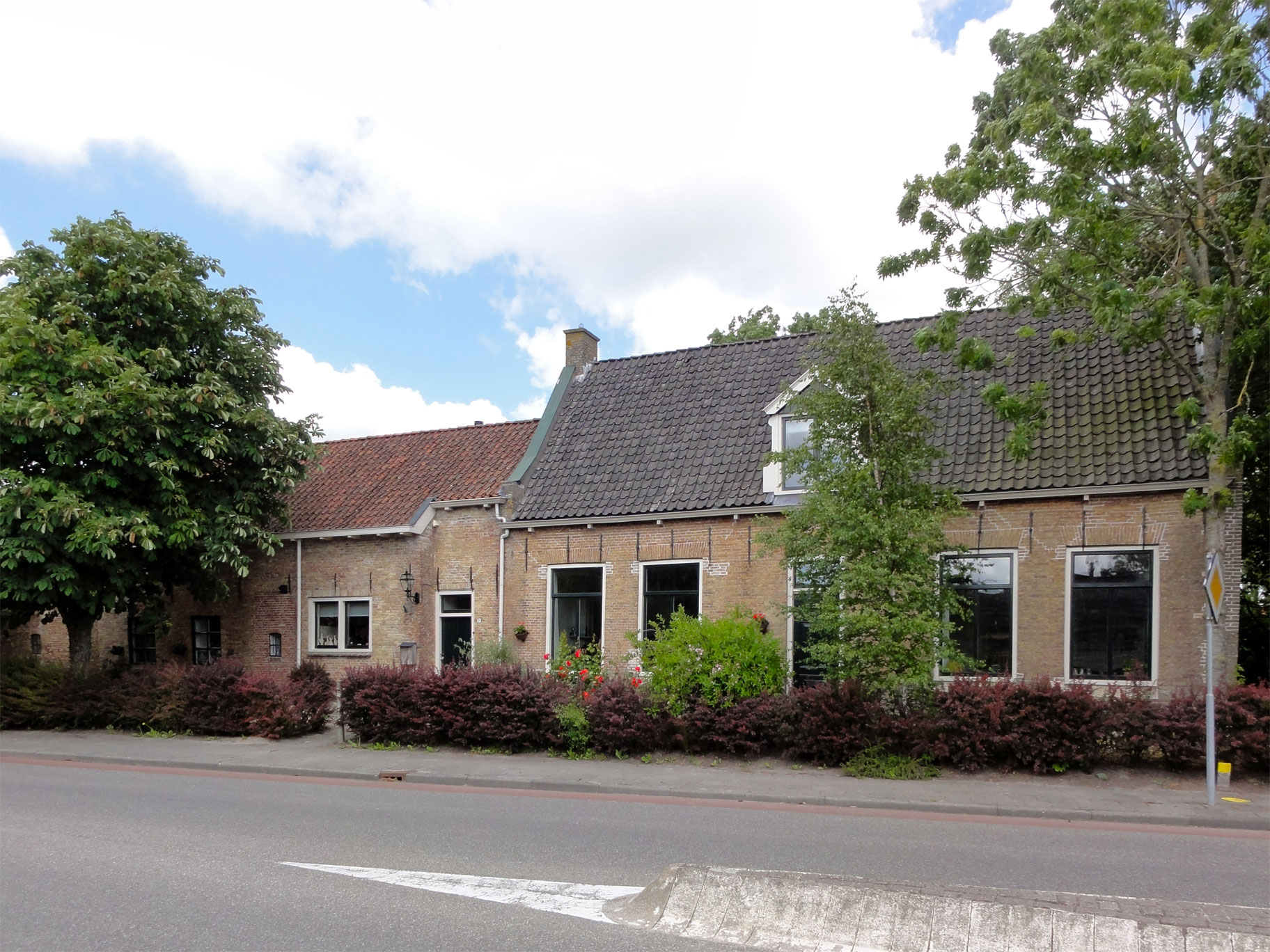
Huizen aan de Kadal
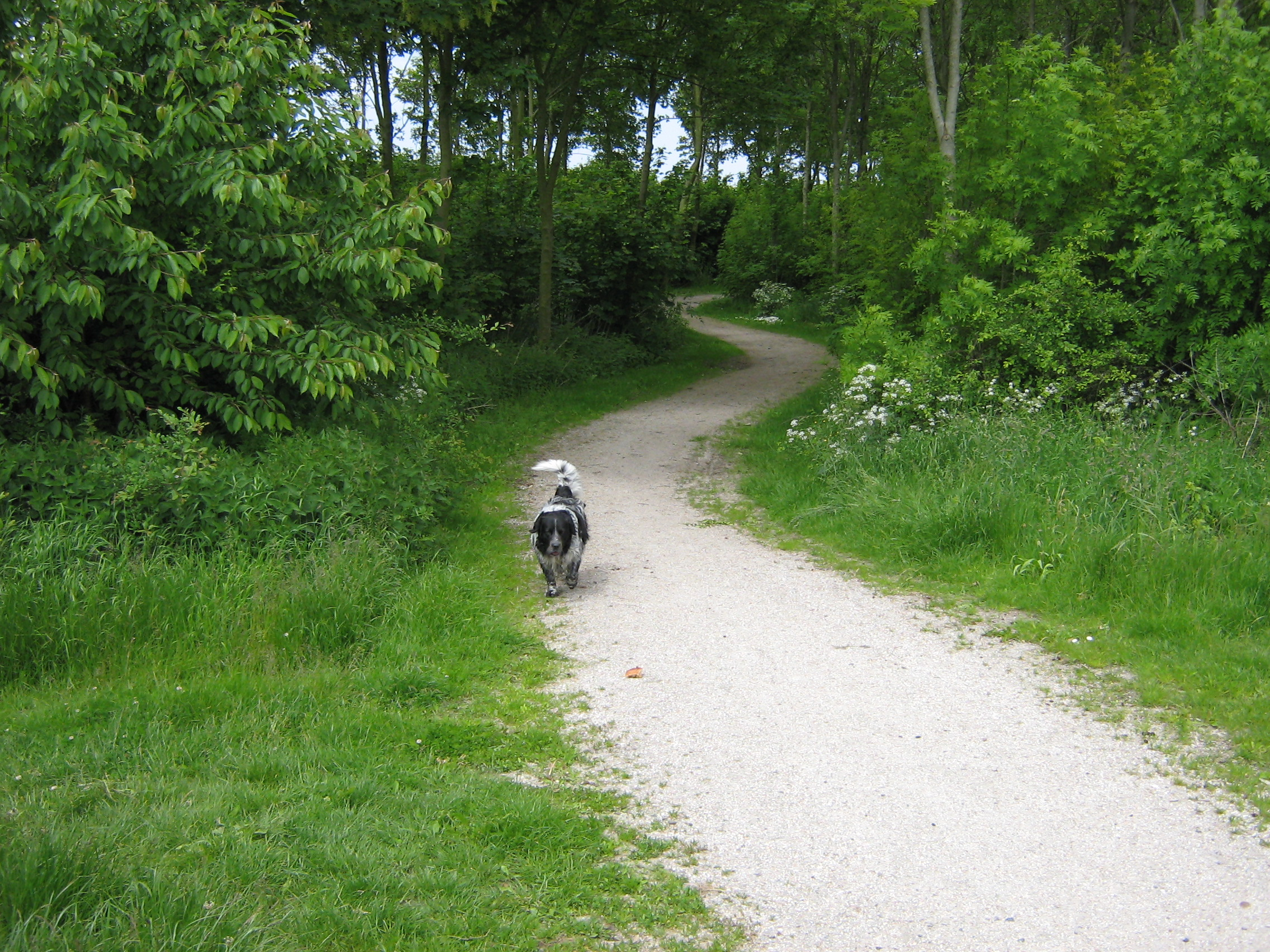
Parkje